# Bujagali
Bujagali (Budhagali auf Lusoga, der vom Volk der Basoga im Königreich Busoga gesprochenen Sprache) hießen Stromschnellen bei Jinja in Uganda unweit der Stelle, wo der Nil den Viktoriasee verlässt. Die Stromschnellen (englisch Bujagali Falls) erhielten ihren Namen nach einer Familie, die von alters her für die Stromschnellen und die sie umgebenden heiligen Plätze verantwortlich war. Am 2. Februar 2012 wurde die erste von fünf Turbinen zur Stromgewinnung am flussabwärts gelegenen Bujagali-Damm in Betrieb genommen, seit dessen Flutung, die Ende 2011 begann, sind die Wasserfälle verschwunden.

## Bujagali Falls
Die Bujagali Falls lagen auf einer Höhe von 1143 Metern. Sie gehörten zu einer Reihe von Wasserfällen, Stromschnellen und Katarakten, die der Viktoria-Nil auf seinem Lauf zu überwinden hat, bevor er über den Kyogasee im Norden in den Albertsee fließt und diesen dann als Albert-Nil wieder verlässt.
Unmittelbar an der Stelle, an der sich der Viktoria-Nil aus dem Viktoriasee ergießt und die noch heute traditionell Nilquelle (Source of the Nile) genannt wird, auch wenn damit über 1000 Kilometer Flusslauf unterschlagen werden, waren dies einst die Ripon Falls, die deren Entdecker John Hanning Speke so nach dem damaligen Präsidenten der Royal Geographical Society benannt hatte, sowie die Owen Falls. Mit der Fertigstellung des Owen-Falls-Dammes im Jahre 1954 versanken beide Wasserfälle jedoch im Viktoriasee.
Etwa acht Kilometer stromab von Jinja begannen die Bujagali Falls, die aus einer sich über mehr als sechs Kilometer erstreckenden Folge von fünf Stromschnellen bestanden. In den letzten Jahren vor der Überflutung wurden im Gebiet um die Stromschnellen eine Reihe von touristischen Möglichkeiten geschaffen, wozu neben Hotels und Campinganlagen insbesondere Wildwasserfahrten gehörten.
In Uganda, das lange Zeit über keinerlei fossile Energieträger verfügte, sind alle Wasserfälle schon früh in das Blickfeld von Wirtschaft und der für die Energieversorgung des Landes zuständigen Stellen geraten. Das bei weitem größte Potenzial bieten dabei mit mehr als 600 MW die Murchison Falls weiter im Norden des Landes, wie noch zu Kolonialzeiten angestellte Studien und entsprechend erarbeitete Pläne belegen. Diese sind jedoch dadurch, dass sie in den 1990er Jahren in das Natur-Erbe der UNESCO aufgenommen wurden und sich zudem in einem der bedeutendsten Nationalparks des Landes als potenziellem Devisenbringer befinden, vor einer industriellen Nutzung auf absehbare Zeit geschützt.

## Bujagali-Staudamm
Der Bau des Bujagali-Damms und des zugehörigen 250-Megawatt-Kraftwerks ist seit Jahren eines der umstrittensten Entwicklungsprojekte weltweit. Von dessen Befürwortern wird hervorgehoben, dass das Projekt angesichts hoher Wachstumsraten der ugandischen Volkswirtschaft einerseits sowie permanenter Stromausfälle und eines aktuellen Leistungsdefizits von 120 Megawatt andererseits unerlässlich ist. Projektgegner, insbesondere aus dem westlichen Ausland, weisen indessen darauf hin, dass die Projektsumme völlig überteuert sei – nicht zuletzt durch Korruption und Hinwegsetzung über alle international üblichen Gepflogenheiten für Projektvergaben dieser Größenordnung. Dadurch würden nationale Ressourcen und internationale Hilfsgelder verschwendet werden. Weiterhin sei das Projekt aufgrund möglicher Alternativen und auch wegen der völlig unzureichenden Infrastruktur für die Verteilung der Elektrizität volkswirtschaftlich sinnlos, und die Umwelt dieser Region, die mit zu den schönsten in ganz Uganda gehört, würde nicht wieder gutzumachende Schäden davontragen.

### Finanzierungsplan
Die ersten Schritte zur Realisierung des Projekts gehen bereits auf das Jahr 1994 zurück, als von Kyoto-Protokoll und Emissionsrechten noch keine Rede war. Im Jahr 2000 erfolgte zunächst die Vergabe an ein Joint Venture aus der US-amerikanischen AES Corporation und dem ugandischen Madhvani-Konzern. Finanzmittel stellten unter anderem eine Tochtergesellschaft der Weltbank und auch die zur KfW gehörende Deutsche Investitions- und Entwicklungsgesellschaft mbH (DEG) bereit. Im Zuge von Korruptionsermittlungen gegen den ugandischen Partner sowie dem Rückzug von AES im Gefolge des Enron-Skandals kam das Projekt, dessen Fertigstellung bereits für 2005 geplant war, jedoch vorübergehend zum Erliegen.

### Ausführung
Im Dezember 2005 erfolgte die Unterzeichnung eines Kaufvertrags für Elektroenergie zwischen dem ugandischen Energieministerium und der privaten Entwicklungsgesellschaft Bujagali Energy Ltd unter Führung der Industrial Promotions Services (IPS), deren Mehrheitsgesellschafter über seinen Aga Khan Fund for Economic Development (AKFED) mit Sitz in Genf Karim Aga Khan IV. ist. IPS übernimmt das Projekt von AES Nile Independent Power. Die Projektarbeiten sollen im Juli 2006 bei Dumbbell Island, einer Nilinsel bei Bujagali, beginnen.
Bei einem Pressetermin auf der Baustelle Anfang Januar 2011 berichtete der Bauleiter Keneth Kaheru, dass die Kapazität bei 250 Megawatt liegen wird: „An der ersten Einheit sind die Arbeiten schon fast abgeschlossen. Ende des Jahres müssten drei Einheiten abgenommen und genehmigt sein, die dann Elektrizität produzieren.“ Demnach müsse der Stausee nur zu Beginn einmal aufgefüllt werden, dann werde kein Wasser mehr verbraucht: „Es geht nichts verloren. Das Wasser, das reinkommt, nutzen wir, um Elektrizität zu gewinnen. Danach fließt es zu 100 Prozent wieder raus.“
Im August 2012 begannen die Turbinen mit dem kommerziellen Betrieb. Mindestens vier Stunden pro Tag werden laut Thomas DeLeo, dem technischen Leiter der beteiligten Firma Sithe Global, die veranschlagten 250 Megawatt Strom erzeugt. Im ersten Jahr nach der Fertigstellung stieg damit die Stromproduktion des gesamten Landes um 44 Prozent.